# 가시와세 사토루
가시와세 사토루(일본어: 柏瀬 暁, 1993년 6월 1일 ~ )는 일본의 전직 축구 선수이다. 현역 시절 포지션은 공격수였다.

## 선수 경력
가시와세 사토루는 2012시즌을 앞두고 시미즈 에스펄스 1군으로 올라오면서 커리어를 시작했다. 2012년 9월 8일에 열린 이루테리보 와카야마와의 천황배 경기에서 프로 데뷔전을 치렀다. 이 경기에서 후반 추가시간 득점을 기록하며 프로 데뷔골을 넣었다. 2012시즌 모든 대회에서 1경기에 나서 1골을 넣었다.
2013시즌 전반기에 경기에 출전하는데 실패했다. 2013시즌 여름 이적시장에서 북미 사커리그의 뉴욕 코스모스로 임대 이적했다. 뉴욕에서 가시와세는 4경기에 출전했다.
2014시즌을 앞두고 시미즈로 복귀했으며 곧바로 J3리그에 있는 J리그 U22 선발팀에 합류했다. 2014년 4월 20일에 열린 가이나레 돗토리와의 리그 경기에서 임대 후 첫 경기를 치렀다.
2015시즌을 앞두고 독일 5부리그의 TuRU 뒤셀도르프에 입단했다.
2016년 여름 이적시장에서 관동 지역리그의 본즈 이치하라로 이적했다.
2018시즌을 앞두고 브리오베카 우라야스로 이적했다.
2018시즌 종료 후 현역 은퇴를 선언했다.